# Immigrants – Jóska menni Amerika
Az Immigrants – Jóska menni Amerika (angol címén: Immigrants (L.A. Dolce Vita)) 2008-ban bemutatott magyar–amerikai 2D-s számítógépes animációs film, amelyet Csupó Gábor rendezett. Az animációs játékfilm producerei Csupó Gábor, Arlene Klasky, Kálomista Gábor és Rákosi Tamás. A forgatókönyvet Billiam Coronel és Josh Lieb írta, a zenéjét Csupó Gábor, Gregory Hinde és Drew Neumann szerezte. A mozifilm a Klasky-Csupo, a Grand Allure Entertainment és a Megafilm gyártásában készült, a HungariCom forgalmazásában jelent meg. Műfaja filmvígjáték.
Magyarországon 2008. október 30-án mutatták be a mozikban.

## Szereplők
| Szereplő                 | Eredeti hang      | Magyar hang         |
| ------------------------ | ----------------- | ------------------- |
| Jóska                    | Hank Azaria       | Hujber Ferenc       |
| Vlad                     | Eric McCormack    | Szabó Győző         |
| Mr. Csapó, bártulajdonos | Dan Castellaneta  | Kamarás Iván        |
| Ms. Greta Knight         | Christina Pickles | Hernádi Judit       |
| Mr. Splits Jackson       | Carl Lumbly       | Reviczky Gábor      |
| Flaco                    | Freddy Rodríguez  | Ganxsta Zolee       |
| Anyja, Vlad lánya        | Milana Vayntrub   | Oroszlán Szonja     |
| Christina Aguilera       | Stacy Ferguson    | Kapócs Zsóka        |
| Mr. Chea                 | Jusak Bernhard    | Józsa Imre          |
| Ming Chea                | Lauren Tom        | Bogdányi Titanilla  |
| Rashid                   | Vik Sahay         | Molnár Levente      |
| Mr. Nazam                | Ahmed Ahmed       | Kerekes József      |
| Glut-Co. menedzser       | N/A               | Kálloy Molnár Péter |
| Ügyvéd                   | N/A               | Fábry Sándor        |
| TV-riporter              | N/A               | Szellő István       |
| Madame Loo               | N/A               | Halász Aranka       |
| Hentes                   | N/A               | Rákóczi Ferenc      |
| Oktató portás            | N/A               | Kovács-Koko István  |
| Ajtónálló                | N/A               | Both András         |

További magyar hangok: Fehér Péter, Forgács Gábor, Gesztesi Károly, Illyés Mari, Kapácsy Miklós, Konrád Antal, Kossuth Gábor, Mezei Kitty, Orosz István, Várkonyi András, Végh Ferenc, Versényi László, Zsigmond Tamara